# Primavera precoz (película de 1956)
Primavera precoz (早春 Sōshun), también titulada Primavera temprana, es una película del director japonés Yasujiro Ozu estrenada en 1956. Su trama trata de un asalariado (Ryo Ikebe) que, intentando escapar de la monotonía de su matrimonio y su trabajo en una fábrica de ladrillos refractarios, comienza una relación con una compañera de trabajo (Keiko Kishi). Ozu afirmó que deseaba retratar lo que podría llamarse "el pathos de la vida de cuello blanco". Con una duración de 144 minutos es la película más larga de su filmografía y la penúltima que dirigiera en blanco y negro.

## Argumento
El oficinista Shoji Sugiyama (Ryō Ikebe) despierta y se prepara para la rutina diaria atendido por su mujer Masako (Chikage Awashima) antes de viajar a su trabajo en Tokio, en las oficinas de una fábrica de ladrillos refractarios. Durante una ruta de senderismo con amigos de oficina Shoji se queda a solas con una mecanógrafa de la empresa (Keiko Kishi) a la que llaman "pez rojo" por sus grandes ojos. Días después queda con Shoji y empiezan una relación extramatrimonial. Masako, su mujer, sospecha algo pero no quiere investigar. Cuando Shoji no vuelve a casa en el aniversario de la muerte de su hijo su relación se deteriora y marido y mujer se alejan el uno del otro.
Tanto los compañeros de trabajo de Shoji como la madre y una vecina de Masako sospechan de que hay una infidelidad. Los trabajadores incitan a la mecanógrafa a que lo confiese pero ella se niega. Cuando las sospechas de Masako aumentan, esta vez injustificadamente porque Shiji ha estado acompañando a Miura (un compañero gravemente enfermo que resulta morir a la mañana siguiente) la chica se presenta en casa para hablar con Shoji, que la rechaza definitivamente. Masako, al perder la confianza en su marido, abandona el hogar y se va con su madre. Shoji, por su parte, acepta un traslado a otra oficina de la compañía en Mitsuishi y se marcha para alejarse de un presente que le asfixia. Estando allí aparece Masako que le propone dejar atrás los rencores y empezar una nueva vida.

## Reparto
- Chikage Awashima - Masako Sugiyama
- Ryo Ikebe - Shoji Sugiyama
- Keiko Kishi - Chiyo Kaneko (Goldfish)
- Teiji Takahashi - Taizo Aoki
- Chishū Ryū - Kiichi Onodera
- Tan Yamamura - Yutaka Kawai
- Haruko Sugimura - Tamako
- Takako Fujino - Terumi Aoki
- Masami Taura - Koichi Kitagawa
- Kumeko Urabe - Shige Kitagawa
- Kuniko Miyake - Yukiko Kawai
- Daisuke Katō - Sakamoto
- Kōji Mitsui - Hirayama
- Chieko Nakakita - Sakae Tominaga

## Producción y comentario
Después del estreno de Cuentos de Tokio (1953) Ozu quiso ayudar a la actriz Kinuyo Tanaka, con quien mantenía una amistad, a completar el rodaje de su segunda película antes de abordar su siguiente proyecto en cine. Para cuando empezó la producción de Primavera precoz ya habían pasado tres años desde su anterior película debido a diversos conflictos que mantuvo el director con su productora Sochiku. También los gustos del público habían cambiado y los dramas familiares con conflictos intergeneracionales, en los que el director era el mayor especialista, habían dejado de estar de moda. 
Así pues Ozu y su guionista, Kogo Noda, se avinieron a seguir algunas directrices de la productora: contratar actores jóvenes y conocidos y centrarse en temas más "actuales", como la infidelidad y el estilo de vida de la clase media oficinista de las grandes ciudades. "Deseaba representar el estilo de vida de estas personas", dijo Ozu, "Que los retos, esperanzas y aspiraciones que uno tiene al terminar sus estudios gradualmente se diluyen con el tiempo. Que trabajar diligentemente por más de 30 años puede, al fin, no aportarnos nada" Estas ideas se ven representadas en dos personajes que aparecen en la película: por un lado un viejo a punto de jubilarse que conoce Shoji en un bar y que le confiesa que está defraudado con la vida que ha llevado y, por otra parte, Miura, el amigo enfermo, que en su lecho de muerte confiesa a Shoji que sueña con pasar muchos años al servicio de su empresa y que desearía volver a la oficina para soportar con alegría las penalidades de la rutina.
En la película hay algunas elipsis narrativas -características por otra parte del cine del director japonés- en las que se obliga al público a crear su propia versión de los hechos. Por ejemplo sobre cuánto ha durado la relación de los amantes pues solo asistimos a su comienzo y ya no aparecerán juntos de nuevo hasta su ruptura. También es habitual la ocultación de momentos de gran dramatismo como cuando Masako encuentra la prueba de la infidelidad en el pañuelo manchado de carmín. Por ello aunque la película presenta algunos elementos diferentes a la obra de Ozu, por su trama y la ausencia de algunos tópicos de su cine, contiene muchos elementos propios del director: la puesta en escena con la cámara fija y baja, los planos interiores minuciosamente organizados o los habituales planos almohada del director que sirven de puntuación con carga metafórica.